# Lijst van zwemrecords 4×50 meter wisselslag mannen
Dit is een overzicht van de verschillende zwemrecords op de 4×50 meter wisselslag bij de mannen op de kortebaan (25 meter).

## Kortebaan (25 meter)

### Ontwikkeling wereldrecord
| Nr. | Naam                                                                     | Land      | Tijd    | Datum            | Plaats     |
| --- | ------------------------------------------------------------------------ | --------- | ------- | ---------------- | ---------- |
|     | Lorenzo Mora, Nicolò Martinenghi, Marco Orsi, Lorenzo Zazzeri            | Italië    | 1.29,72 | 17 december 2022 | Melbourne  |
|     | Michel Lamberti, Nicolò Martinenghi, Marco Orsi, Lorenzo Zazzeri         | Italië    | 1.30,14 | 3 november 2021  | Kazan      |
|     | Kliment Kolesnikov, Kirill Prigoda, Aleksandr Popkov                     | Rusland   | 1.30,44 | 17 december 2017 | Kopenhagen |
|     | Guilherme Guido, Felipe França Silva, Nicholas Santos, César Cielo Filho | Brazilië  | 1.30,51 | 4 december 2014  | Doha       |
|     | Stanislav Donets, Sergey Geybel, Aleksandr Popkov, Evgeny Sedov          | Rusland   | 1.32,78 | 4 december 2014  | Doha       |
|     | Mirco di Tora, Alessandro Terrin, Marco Belotti, Filippo Magnini         | Italië    | 1.32,91 | 11 december 2008 | Rijeka     |
|     | Stanislav Donets, Sergej Gejbel, Nikolaj Skvortsov, Sergej Fesikov       | Rusland   | 1.33,77 | 11 december 2008 | Rijeka     |
|     | Helge Meeuw, Johannes Neumann, Thomas Rupprath, Jens Schreiber           | Duitsland | 1.34,06 | 7 december 2006  | Helsinki   |
|     | Thomas Rupprath, Mark Warnecke, Fabian Friedrich, Carsten Dehmlow        | Duitsland | 1.34,46 | 11 december 2003 | Dublin     |
|     | Stev Theloke, Jens Kruppa, Thomas Rupprath, Carsten Dehmlow              | Duitsland | 1.34,72 | 12 december 2002 | Riesa      |
|     | Stev Theloke, Mark Warnecke, Thomas Rupprath, Carsten Dehmlow            | Duitsland | 1.34,78 | 13 december 2001 | Antwerpen  |
|     | Stev Theloke, Mark Warnecke, Thomas Rupprath, Carsten Dehmlow            | Duitsland | 1.35,14 | 13 december 2001 | Antwerpen  |
|     | Thomas Rupprath, Mark Warnecke, Alexander Lüderitz, Stephan Kunzelmann   | Duitsland | 1.35,51 | 13 december 1998 | Sheffield  |
|     | Daniel Carlsson, Patrik Isaksson, Jonas Åkesson, Lars Frölander          | Zweden    | 1.35,51 | 13 december 1998 | Sheffield  |

### OntwikkelingEuropeesrecord
| Nr. | Naam                                                                   | Land      | Tijd    | Datum            | Plaats    |
| --- | ---------------------------------------------------------------------- | --------- | ------- | ---------------- | --------- |
|     | Mirco di Tora, Alessandro Terrin, Marco Belotti, Filippo Magnini       | Italië    | 1.32,91 | 11 december 2008 | Rijeka    |
|     | Stanislav Donets, Sergej Gejbel, Nikolaj Skvortsov, Sergej Fesikov     | Rusland   | 1.33,77 | 11 december 2008 | Rijeka    |
|     | Helge Meeuw, Johannes Neumann, Thomas Rupprath, Jens Schreiber         | Duitsland | 1.34,06 | 7 december 2006  | Helsinki  |
|     | Thomas Rupprath, Mark Warnecke, Fabian Friedrich, Carsten Dehmlow      | Duitsland | 1.34,46 | 11 december 2003 | Dublin    |
|     | Stev Theloke, Jens Kruppa, Thomas Rupprath, Carsten Dehmlow            | Duitsland | 1.34,72 | 12 december 2002 | Riesa     |
|     | Stev Theloke, Mark Warnecke, Thomas Rupprath, Carsten Dehmlow          | Duitsland | 1.34,78 | 13 december 2001 | Antwerpen |
|     | Stev Theloke, Mark Warnecke, Thomas Rupprath, Carsten Dehmlow          | Duitsland | 1.35,14 | 13 december 2001 | Antwerpen |
|     | Thomas Rupprath, Mark Warnecke, Alexander Lüderitz, Stephan Kunzelmann | Duitsland | 1.35,51 | 13 december 1998 | Sheffield |
|     | Daniel Carlsson, Patrik Isaksson, Jonas Åkesson, Lars Frölander        | Zweden    | 1.35,51 | 13 december 1998 | Sheffield |
|     | Jirka Letzin, Mark Warnecke, Dirk Vandenhirtz, Silko Günzel            | Duitsland | 1.38,01 | 4 december 1994  | Stavanger |
|     | Jani Sievinen, Petri Suominen, Vesa Hanski, Antti Kasvio               | Finland   | 1.38,10 | 22 november 1992 | Espoo     |

### OntwikkelingNederlandsrecord
| Nr. | Naam                                                                         | Club | Tijd    | Datum            | Plaats    |
| --- | ---------------------------------------------------------------------------- | ---- | ------- | ---------------- | --------- |
|     | Nick Driebergen, Robin van Aggele, Bastiaan Tamminga, Robert Lijesen         | KNZB | 1.34,23 | 11 december 2008 | Rijeka    |
|     | Nick Driebergen, Lennart Stekelenburg, Bastiaan Tamminga, Robert Lijesen     | KNZB | 1.35,17 | 11 december 2008 | Rijeka    |
|     | Nick Driebergen, Robin van Aggele, Bastiaan Tamminga, Mitja Zastrow          | KNZB | 1.35,35 | 13 december 2007 | Debrecen  |
|     | Mitja Zastrow, Robin van Aggele, Bastiaan Tamminga, Mark Veens               | KNZB | 1.35,70 | 8 december 2005  | Triëst    |
|     | Mitja Zastrow, Robin van Aggele, Bastiaan Tamminga, Johan Kenkhuis           | KNZB | 1.36,54 | 8 december 2005  | Triëst    |
|     | Mitja Zastrow, Thijs van Valkengoed, Joris Keizer, Pieter van den Hoogenband | KNZB | 1.37,06 | 11 december 2003 | Dublin    |
|     | Mitja Zastrow, Thijs van Valkengoed, Ewout Holst, Gijs Damen                 | KNZB | 1.37,70 | 11 december 2003 | Dublin    |
|     | Bastiaan Tamminga, Guido Jansen, Ewout Holst, Johan Kenkhuis                 | KNZB | 1.38,36 | 13 december 2001 | Antwerpen |
|     | Bastiaan Tamminga, Guido Jansen, Ewout Holst, Johan Kenkhuis                 | KNZB | 1.38,44 | 13 december 2001 | Antwerpen |